# アノーバ＝イルマンダーデ・ナショナリスタ
アノーバ＝イルマンダーデ・ナショナリスタ（ガリシア語: Anova-Irmandade Nacionalista、Anova）は2012年に創設されたガリシア民族主義を掲げるスペインガリシア州の政治組織。ガリシア民族主義ブロック（BNG）の分裂により、その党内組織であったエンコントロ・イルマンデーニョから誕生した。

## 歴史
2012年1月26日ガリシア民族主義ブロック第13回党大会が、さまざまな内部グループ、特にマイス・ガリサとエンコントロ・イルマンデーニョとの間で際立った深刻な内部対立を抱えたまま開かれた。少し後にさまざまな再編の動きが現われ、一つはコンプロミソ・ポル・ガリシアの設立として具体化した。一方エンコントロ・イルマンデーニョの側はこの動きから距離を置き、当初「ノボ・プロシェクト・コムン」（新共通プロジェクト）という名称で誕生した全員協議会議を基礎に置いた計画を立ち上げることを模索していた。この計画には、ガリサ人民戦線（FPG）、ガリサ労働戦線（FOGA）、モベメント・ポラ・バセ、カウサ・ガリサやその他の組織の活動家たちが参加したが、最終的にはカウサ・ガリサはこの動きから離脱した。
2012年7月14日、最終的にサンティアゴ・デ・コンポステーラにおいてノボ・プロシェクト・コムンの全員協議会が開催され、アノーバ＝イルマンダーデ・ナショナリスタという名称が採択され、ショセ・マヌエル・ベイラスと自治体テオの首長マルティーニョ・ノリエガを含む75人からなる全党協議会調整委員会が設置された。党綱領として、環境保護、共和主義、独立主義も盛り込まれた。
また、調整委員会メンバーで、ガリサ人民戦線のリーダーでアルテルナティーバ・カンゲサ・デ・エスケルダスから自治体議員に選出されているマリアーノ・アバーロはガリシア統一左翼を計画に取り込むことを宣言した。
コンプロミソ・ポル・ガリシア（Compromiso por Galicia）へのウニダーデ・ダ・エスケルダ・ガレーガ（Unidade da Esquerda Galega）の加盟が発表されたが、後にリーダーのオスカル・ロンバがアノーバの調整委員に選出され、コンプロミソ・ポル・ガリシアの政治会議から強制的に退かされたことが発表された。コンプロミソ・ポル・ガリシアとアノーバ＝イルマンダーデ・ナショナリスタとも左翼とガリシア民族主義の統合を果たすという望みを表明していたにもかかわらず、両派の間でウニダーデ・ダ・エスケルダ・ガレーガの活動家の獲得合戦が起き、このことについて対話を継続することが表明された。
2012年の自治州議会選挙の繰り上げ実施の発表後、アノーバはガリシア民族主義ブロック、コンプロミソ・ポル・ガリシア、ガリサ人民戦線、ガリシア統一左翼を含む、左翼勢力の広範囲な選挙連合を結成することを呼びかけ、またEquo（Equo）もこの選挙連合への関心を表明した。これに対してコンプロミソ・ポル・ガリシアはアノーバに選挙連合に参加する要件として選挙協定を申し出た。
同年9月4日ガリシア統一左翼の政治評議会は自治州選挙においてアノーバと共闘することに同意し、同様にEquoとエスパソ・エコソシャリスタ・ガレーゴ（Espazo Ecosocialista Galego、コンプロミソ・ポル・ガリシアからの離脱を行った上で）とも合意に至った。この新しい選挙連合はアルテルナティーバ・ガレーガ・デ・エスケルダに決まった。一方コンプロミソ・ポル・ガリシアは、一旦は選挙連合に参加することを表明したものの、最終的には単独での出馬を決定した。
2013年2月11日アノーバ＝イルマンダーデ・ナショナリスタは政党として政党登録リストに登録された。同年3月アノーバの構成党派のうちの2つであるノバ・エスケルダ・ソシャリスタ（Nova Esquerda Socialista）と、ウニダーデ・ダ・エスケルダ・ガレーガ内の一派が結集しアノーバ内の構成党派ノバ・エスケルダ・ガレーガ（Nova Esquerda Galega）を結成した。2014年9月ガリシア労働戦線（FOGA）が組織からの離脱を発表した。